# Chempil
Chempil är en ort i Mexiko.   Den ligger i kommunen Huixtán och delstaten Chiapas, i den sydöstra delen av landet, 800 km öster om huvudstaden Mexico City. Chempil ligger 2 143 meter över havet och antalet invånare är 488.
Terrängen runt Chempil är kuperad. Runt Chempil är det glesbefolkat, med 17 invånare per kvadratkilometer. I omgivningarna runt Chempil växer huvudsakligen savannskog.